# Hanna Elkan
Hanna Elkan  (Berlijn, 19-12-1893 – Santiago de Chile, 1967) was een Nederlandse fotograaf geboren in Berlijn.
Ze had vanaf 1928 een portretstudio in de Van Baerlestraat in Amsterdam en fotografeerde door de nabijheid van het Concertgebouw veel internationaal vermaarde musici.

## Leven en werk
Elkan werd geboren in Berlijn. Ze leerde het fotografenvak in een fotostudio en volgde daarnaast een opleiding aan een vakschool. Na haar 'Gesellenprüfung' ging ze voor enige tijd werken bij de filmstudio Union in Duitsland. Korte tijd later vestigde ze zich als fotograaf in Berlijn. Daar kreeg ze al snel veel opdrachten en oogstte ze bekendheid met haar interieurfoto's. Zo verwierf ze steeds meer opdrachten voor het fotograferen van landhuizen en kastelen.

### Portretstudio in Amsterdam
In 1928 verhuisde Elkan van Berlijn naar Amsterdam, waar ze een poos inwoonde bij de ouders van de fotograaf Paul Huf. Paul Huf sr. was acteur en het is waarschijnlijk dat hij een rol speelde in de fotografieopdrachten die Elkan verkreeg in de toneelwereld.
In 1928 opende ze haar portretstudio in de Van Baerlestraat in Amsterdam. De expositie ter gelegenheid van de opening van haar studio gaf een beeld van haar portretten van bekende Nederlanders. 
Het nabijgelegen Concertgebouw leverde haar portretopdrachten op van internationaal bekende musici. Daarnaast portretteerde ze vele anderen uit de culturele wereld, zoals acteurs, beeldend kunstenaars en schrijvers.
Zo had ze onder anderen Igor Stravinsky, Sergej Rachmaninov, en Sergej Prokofjef voor de lens en portretteerde ze John Raedecker en A. Roland Holst.
In 1934 werd ze vaste fotograaf van het toneelgezelschap Het Groot Nederlandsch Tooneel.
In de Tweede Wereldoorlog moest de Joodse Hanna Elkan onderduiken. Ze overleefde de oorlog en vertrok na de oorlog naar Chili, waar ze haar werk als fotograaf zou voortzetten.
Elkan overleed in 1967 in Santiago de Chile. Paul Huf wist in Chili familie van haar op te sporen en een deel van haar fotografisch oeuvre over te dragen aan het Maria Austria Instituut in Amsterdam.